# リンジー・ローハン
リンジー・ローハン（Lindsay Lohan, 1986年7月2日 - ）は、アメリカ合衆国の女優、歌手。
以前は「リンゼイ・ローハン」と表記されていたが、日本でのCD発売に際し、「リンジー・ローハン」に統一された（彼女の代表作『フォーチュン・クッキー』までは「リンゼイ」となっている）。苗字の発音はもとは[ˈləʊhæn]だったが、後に[ˈləʊən]とされている。

## 生い立ち
- ニューヨーク市ブロンクス区にて生まれ、カトリックの家庭に育つ。祖先はアイルランドとイタリアの出身。
- 家庭は比較的裕福で、父親は家業のパスタ製造業を継ぎ、後に先物取引をするためにそれを売却、ニューヨークの先物トレーダーの代表者にまでなったが1980年代後半に証券詐欺により4年間刑務所に入った。その後、投資銀行家として働いていたが2005年に無免許運転と暴行罪で2年間再度刑務所に送られた。現在はキリスト教団体で働いている。母親は元ウォール街のアナリストで現在はリンジーのマネージャーをしている。両親共に以前俳優をしていた。
- 父親が逮捕されたこともあり、高校時代はいじめの標的にされていた[1]。
- 2人の弟と1人の妹がおり、妹はモデルをしている。

## キャリア

### 俳優活動
3歳よりフォード・モデル・エージェンシーに所属し、約60本ものコマーシャルに出演。その後ディズニー社のテレビシリーズや映画に出演し、子役として活躍。1998年に『ファミリー・ゲーム/双子の天使』で映画デビュー。この作品でヤング・アーティスト・アワードの主演女優賞を受賞し、人気子役となる。その後、学業を優先するために芸能活動を休業。
2003年のディズニー映画『フォーチュン・クッキー』が全米で1億ドルを超える大ヒットを記録、一躍全米を代表するティーン・アイドルとなり、翌年公開の『ミーン・ガールズ』もヒットした。2004年にMTVムービー・アワードでホストを務め、ブレイクスルー演技賞を受賞。同年開催されたティーン・チョイスアワードでは、映画部門の女優賞（コメディ部門）を含む4冠を達成。

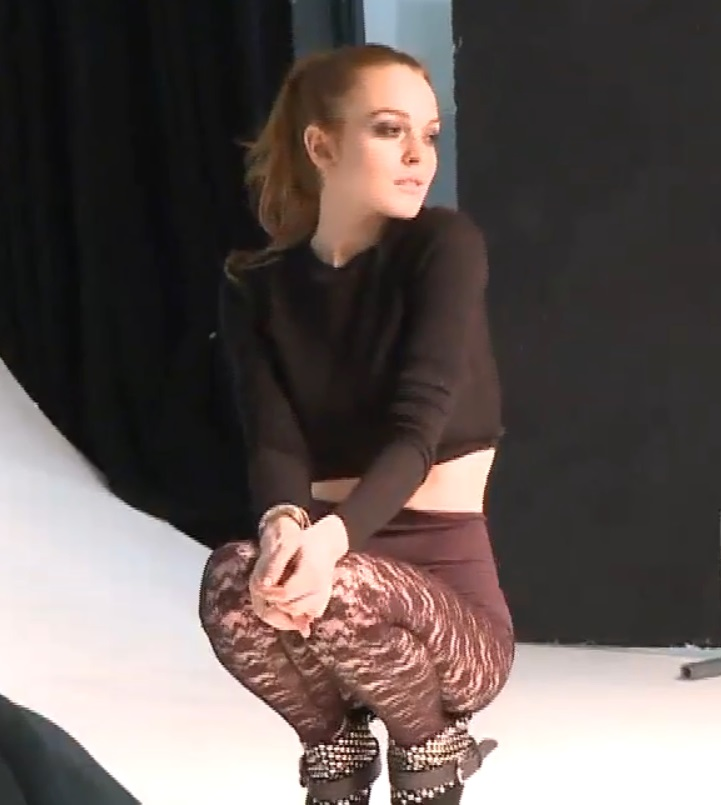
ELLEでの撮影風景（2009年）

2007年に「マキシム」誌が発表した「世界で最もホットな人物 TOP100」の1位に選ばれた。同年公開された『I Know Who Killed Me』が酷評され、ゴールデンラズベリー賞のワースト主演女優賞とワースト・スクリーン・カップル賞を受賞（作品自体も8冠を制した）。
2012年、米テレビ局のLifetimeが製作するテレビ映画で、女優エリザベス・テイラーを演じることが決定した。
2022年、Netflixの映画『フォーリング・フォー・クリスマス』で久々の映画主演を務める。2024年にも『アイリッシュ・ウィッシュ』に主演。
2025年、『フォーチュン・クッキー』の続編映画『シャッフル・フライデー』に主演。

### 歌手活動
2004年に発売されたデビュー・アルバム『スピーク』が12月25日付の全米チャートで初登場4位を記録し、100万枚を超えるセールスとなった。
2020年、12年ぶりの新曲「バック・トゥ・ミー」をカサブランカ・レコードから発売。

## 私生活

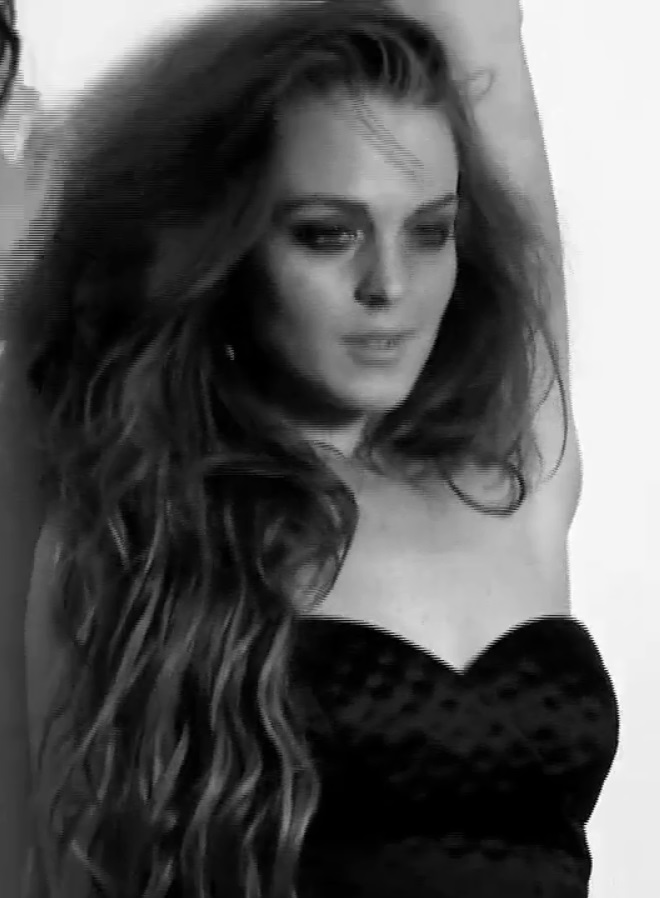
2009年

かつてはパーティー好きで知られ、トラブルメーカーとして報道されることが多かったが、学校の成績は優秀だった。
ヒラリー・ダフとは元恋人のアーロン・カーターを取り合って以降、犬猿の仲。アシュリー・シンプソンとも彼氏を巡って争っている。またパリス・ヒルトン、ニコール・リッチーとも仲が悪く、「パリスはビッチよ」などと彼女を非難する言葉をパパラッチに叫んだり、アザを見せては「パリスにやられた」などと発言。テレビの前でヒルトンの男性友人に口汚く罵られた（リンジーのあそこは赤毛など）。
喫煙・飲酒がやめられないらしく、禁酒するためにセラピーを受けたりしている。また、ヴァニティ・フェア紙のインタビューで、取材時には「昔はドラッグをやめられなかった」と言ったものの、後日一転して本人は否定。ヴァニティ・フェア紙側は「インタビューを録音したカセットもある」と言っているが真相は不明である。2007年5月にアルコール依存症を克服するため、ブリトニー・スピアーズが入所していたリハビリ施設に入所した。同年7月に退所。
2004年5月から11月まで俳優のウィルマー・ヴァルデラマと、2006年7月から10月までレストラン経営者のハリー・モートンと、2007年5月から8月まではモデルのカルム・ベストと交際。
その後は人気女性DJのサマンサ・ロンソンと交際していた。2008年5月より同居を始める。
ローハンとロンソンはカンヌ映画祭後のパーティを初めとして、キスをしている姿が撮られている。9月のラジオ番組では、ロンソンとの付き合いはどのくらいかと聞かれて、「かなり長い間」と答えており、メディアはこれをカミングアウトだと受け取っている。しかし、2009年4月4日にロンソンの自宅の鍵が取り替えられ、居候状態だったローハンは追い出される羽目となった。そして、2日後の4月6日に破局を認めた。
なお、ロンソンと交際中に、コートニー・セメル（米Yahoo!元会長テリー・セメルの娘でティラ・テキーラの元恋人）が「リンジーの最初のレズの相手はサマンサではなく、私」と暴露している。
2022年、クレディ・スイス銀行に勤めるベイダー・シャマスと結婚した。2023年3月、もうすぐ第一子が生まれる予定であることを自身のインスタグラムで発表した。

### 金銭
- 米ニューヨークポストによれば、キュートな赤毛にあどけない笑顔でわずか5歳で超一流ブランドのモデルに起用され、気付けばコマーシャルの数が60社を突破し、人気カリスマモデルになったリンジー・ローハンは子役ながらギャラも高額で、当時10代ながら安くても映画1本のギャラは100万ドル（当時約1億1500万円）だった。

- ニューヨークタイムズ紙によると、10代で総資産が700万ドル（当時約8億4000万円）になり、若くしてトップスターになったローハンだが、その莫大な収入を巡り、両親が対立。さらに追い討ちをかけるように2005年の5月に父親であるマイケルが暴力事件で逮捕される。この家族関係のトラブルやパパラッチから追い回されるストレスなどからローハンは買い物依存症になってしまう。洋服から宝飾品まで目に入ったもの全て購入し、その年間総額は100万ドル（当時約1億2000万円）にもなった。そして、ローハンはハリウッドきっての浪費家と言われるようになる。

- 2009年9月、オーストラリアの新聞ザ・デイによると、プレイボーイ誌から90万ドル（約9000万円）でヌードのオファーを受けているという。ローハンは以前50万ドル（約5000万円）で受けたこのオファーを断っている。プレイボーイ誌はこのオファーを何年も彼女にし続けてきたが、彼女が乗り気になったのは今回が初めてだという[16]。

- 2010年4月、TMZ.comによると、ロサンゼルスの自宅の家賃を2か月間滞納し、家主が退去を要請する正式な書類をローハンに送った。その後、ローハンは滞納分の2万3000ドル（約207万円）をすぐに支払った[17]。

- 2010年4月、レーダー・オンラインによると、クレジットカードの使い過ぎでクレジット会社からストップをかけられた。関係者は「リンジーのクレジットカードの未払い額は総額で60万ドル（約5580万円）だ。1社はすでにストップをかけて、ほかの会社も近いうちに同じ行動に出るだろう。1社は支払い方法についてリンジーと話し合いをすることになっている。でも収入がなければ支払いはできないわけだから訴訟に発展する恐れはある」と語っている[18]。

- ギャラも人気カリスマ子役時代からは比べものにならないほど激減し、米Fox Newsによれば、ローハンのイベントやパーティ参加などで受け取るギャラは1回につき5000ドルから10000ドル（約45～90万円）になってしまい、これはMTVが放送している素人同然のイタリア系の若者を追ったリアリティ番組『ジャージー・ショア』に出演するSnookiよりも安いギャラになっているという。

- 仕事の激減やギャラの低額などに苦しむローハンだが、2010年9月には米TMZ.comによれば、刑務所に入るという貴重な体験から雑誌インタビューやイベントの参加などオファーが殺到しており、そのギャラは100万ドル（約8500万円）にもなり、以前では考えられないギャラを手にするだろうといわれている。

- 保護観察期間中の薬物陽性反応によって年明けまでリハビリ施設で過ごすように命じられたローハンだが、金欠状態で治療費の15万ドル（約1215万円）も払えない状態だという。2010年11月、米RadarOnlineによれば、そんなローハンに2つ仕事のオファーがきているという。1つは成人向けウェブサイトのTube8.comでローハンに5万ドル（約405万円）で仕事をオファーし、ローハンが入所しているBetty Fordクリニックでの治療費の援助を申し出たという。ポルノサイトからの仕事のオファーと言っても実際にローハンが脱ぐわけではなく、マーケティング・コンサルタントとしてアダルト作品の販売における相談役を務めることになるという。さらに特別ボーナスとして同社の膨大なアダルトコレクションを無制限に視聴できるというオマケも付くという。このオファーはローハンが実在したポルノ女優役で映画に出演することが決まっているため、それを意識してのアプローチだという。もう1つは世界最大の動物愛護団体PETA（動物の倫理的扱いを求める人々の会）でローハンがヴィーガン（絶対菜食主義者）になれば1万ドル（約81万円）、それを続ければさらに1万ドルのボーナスを用意しているという。これまでも著名人を使ったメディア戦略を行ってきたPETAはローハンがヴィーガンになることでイメージアップを狙っているようである。

- 2つの仕事のオファーに対し、米RadarOnlineによれば、ローハンはPETAの気前の良いオファーを前向きに検討しているようで「動物好きの自分には願ってもない提案だ」と喜んでいるという。しかし、このオファーの背後にはローハンの表舞台への復帰の戦略があるようでローハンは全世界に支援者のいるPETAと良好な関係を築くことができればイメージ回復ができると考えているという。一方、PETAとしてもローハンを支援することでイメージがアップし、さらに更生させることができれば寄付金が集められると考えているという。しかし、オファーの条件であるヴィーガンとはベジタリアンをさらに厳しくしたライフスタイルを選ぶ人々のことで動物由来のすべてを消費することは許されないため、卵や乳製品もNGな上に革製品を持つことも認められていない。

- 2011年10月、X17オンラインによると、ローハンがプレイボーイ誌でヌード撮影を行ったことを母親のディナが認めた。ローハンはプレイボーイ誌からの75万ドル（約5,700万円）のオファーに対し、ギャラをあげることを要求。その後、プレイボーイ誌は100万ドル（約7,600万円）に近いオファーを提示し、ローハンは脱ぐことを了承した。写真撮影は妹のアリが同伴する中、ロサンゼルスのある豪邸で行われた。母親のディナは「撮影はとてもうまくいったわ」とコメントしている[19]。

## 主な出演作品

### 映画
| 公開年 | 邦題 原題                                                         | 役名                                  | 備考                                             | 吹き替え       |
| ------ | ----------------------------------------------------------------- | ------------------------------------- | ------------------------------------------------ | -------------- |
| 1998   | ファミリー・ゲーム/双子の天使 The Parent Trap                     | ハリー・パーカー / アニー・ジェームズ |                                                  | 菊池ゆうみ     |
| 2000   | スーパードール/パパが人形に恋をした Life-Size                     | ケイシー・ミッチェル                  | テレビ映画                                       | 菊池ゆうみ     |
| 2002   | 探偵少女レクシー Get a Clue                                       | レクシー・ゴールド                    | テレビ映画                                       | 菊池ゆうみ     |
| 2003   | フォーチュン・クッキー Freaky Friday                              | アンナ・コールマン                    |                                                  | 小笠原亜里沙   |
| 2004   | 彼女は夢見るドラマ・クイーン Confessions of a Teenage Drama Queen | メアリー・エリザベス・“ローラ”・ケプ  | 日本劇場未公開                                   | 小笠原亜里沙   |
| 2004   | ミーン・ガールズ Mean Girls                                       | ケイディ・ハーロン                    |                                                  | 小笠原亜里沙   |
| 2005   | ハービー/機械じかけのキューピッド Herbie: Fully Loaded            | マーガレット・“マギー”・ペイトン      |                                                  | 土屋アンナ     |
| 2005   | My Scene Goes Hollywood                                           | 本人                                  | 声の出演                                         | N/A            |
| 2006   | ラッキー・ガール Just My Luck                                     | アシュリー・アルブライト              | 日本劇場未公開                                   | 小林沙苗       |
| 2006   | 今宵、フィッツジェラルド劇場で A Prairie Home Companion           | ローラ・ジョンソン                    |                                                  | 木下紗華       |
| 2006   | ボビー Bobby                                                      | ダイアン・フーバー                    |                                                  | 木下紗華       |
| 2006   | ホリデイ The Holiday                                              | 本人役                                | カメオ出演（クレジットなし）                     | 不明           |
| 2007   | チャプター27 Chapter 27                                           | ジュード                              |                                                  | 斉藤梨絵       |
| 2007   | 幸せのルールはママが教えてくれた Georgia Rule                     | レイチェル・ウィルコックス            | 日本劇場未公開                                   | 小笠原亜里沙   |
| 2007   | I Know Who Killed Me                                              | オーブリー・フレミング / ダコタ・モス | 日本未公開                                       | N/A            |
| 2009   | リンジー・ローハンの妊娠宣言!? ハリウッド式OLウォーズ Labor Pains | ティア・クレイヒル                    | テレビ映画                                       | 榊原奈緒子     |
| 2010   | マチェーテ Machete                                                | エイプリル・ブース                    |                                                  | 竹田まどか     |
| 2013   | ザ・ハリウッド The Canyons                                        | タラ                                  | 別題『ザ・ハリウッド セックスと野望』 兼共同製作 | 吹き替え版なし |
| 2018   | シャドウワールド Among the Shadows                                | パトリシア                            | 別題『シャドウ・リベンジ』                       |                |
| 2022   | フォーリング・フォー・クリスマス Falling for Chrismas             | シエラ・ベルモント                    | Netflixオリジナル映画 兼製作総指揮               | 田村睦心       |
| 2024   | ミーン・ガールズ Mean Girls                                       | 司会者                                | カメオ出演                                       | 小笠原亜里沙   |
| 2024   | アイリッシュ・ウィッシュ Irish Wish                               | マディ                                | Netflixオリジナル映画 兼製作総指揮               | 田村睦心       |
| 2024   | リトル・シークレット・イン・クリスマス Our Little Secret          | エイヴリー                            | Netflixオリジナル映画 兼製作総指揮               | 田村睦心       |
| 2025   | シャッフル・フライデー Freakier Friday                            | アンナ・コールマン                    | 兼製作総指揮                                     | 小笠原亜里沙   |

### テレビ
- Another World (1996 - 1997)
- Bette (2000)
- パンクト Punk'd (2003)
- アグリー・ベティ Ugly Betty (2008) - キミー・キーガン役 ゲスト出演 吹き替え：木下紗華
- Glee/グリー Glee (2012) - 本人役 ゲスト出演 吹き替え：朴璐美
- Sick Note ～診断書で人生復活?!～ Sick Note (2018)

## 音楽

### アルバム
- スピーク Speak (2004)
- リトル・モア・パーソナル A Little More Personal (Raw) (2005）
- スピリット・イン・ザ・ダーク Spirit in the Dark (2009)

### シングル
- ルーモアズ Rumors (2004)
- オーバー Over (2005)
- ファースト First (2005)
- ブロークン・ハート Confessions of a Broken Heart (2005)
- Bossy (2008)
- Xanax (2019)
- Back To Me (2020)